# Oliwia Kiolbasa
Oliwia Kiołbasa ( [ɔˈli.vja kjɔwˈba.sa] ; nascida em 26 de abril de 2000) é uma jogadora de xadrez polonesa que detém o título de Mestre Internacional

## Carreira
Ela venceu o Campeonato Europeu Juvenil de Xadrez Feminino sub-10 e foi vice-campeã no Campeonato Mundial Juvenil Feminino sub-14 de xadrez.
A FIDE concedeu a Kiołbasa o título de Mestre Internacional Feminina em 2016.
Em agosto de 2021, Kiołbasa terminou em terceiro lugar no Campeonato Europeu Feminino de Xadrez Individual. Ela conquistou sua primeira norma para o título de Mestre Internacional (IM). Kiołbasa conquistou a segunda norma IM na Polski Ekstraliga em outubro.
Kiołbasa representou a Polônia na Olimpíada de Xadrez de 2022, vencendo seus primeiros nove jogos. Ela terminou o torneio com 9,5 pontos em 11 rodadas. Ela obteve sua terceira e última norma de IM, que a qualificou para o título de IM. Ela foi a melhor jogadora individual no evento feminino.